# Alberto Gracia
Pour les articles homonymes, voir Gracia.
Alberto Gracia Hermida, né à Ferrol en 1978, est un sculpteur, cinéaste et acteur espagnol originaire de Galice.

## Biographie
Alberto Gracia étudie la sculpture aux Beaux-Arts au campus de Pontevedra de l'université de Vigo. 
Il emménage dans la ville de Barcelone en 2002. Il réalise des expositions au MACBA et au Centre de Cultura Contemporània de Barcelona. 
Artiste multidisciplinaire, il se consacre plus tard au cinéma. En 2025, il joue l'un des rôles principaux du film Romeria de Carla Simón, sélectionné en compétition officielle du Festival de Cannes 2025, aux côtés des acteurs Llúcia Garcia, Tristán Ulloa, Janet Novás, Miryam Gallego et José Ángel Egido.